# Euphorbia cyathophora
Euphorbia cyathophora Murray es una especie fanerógama perteneciente a la familia Euphorbiaceae. 

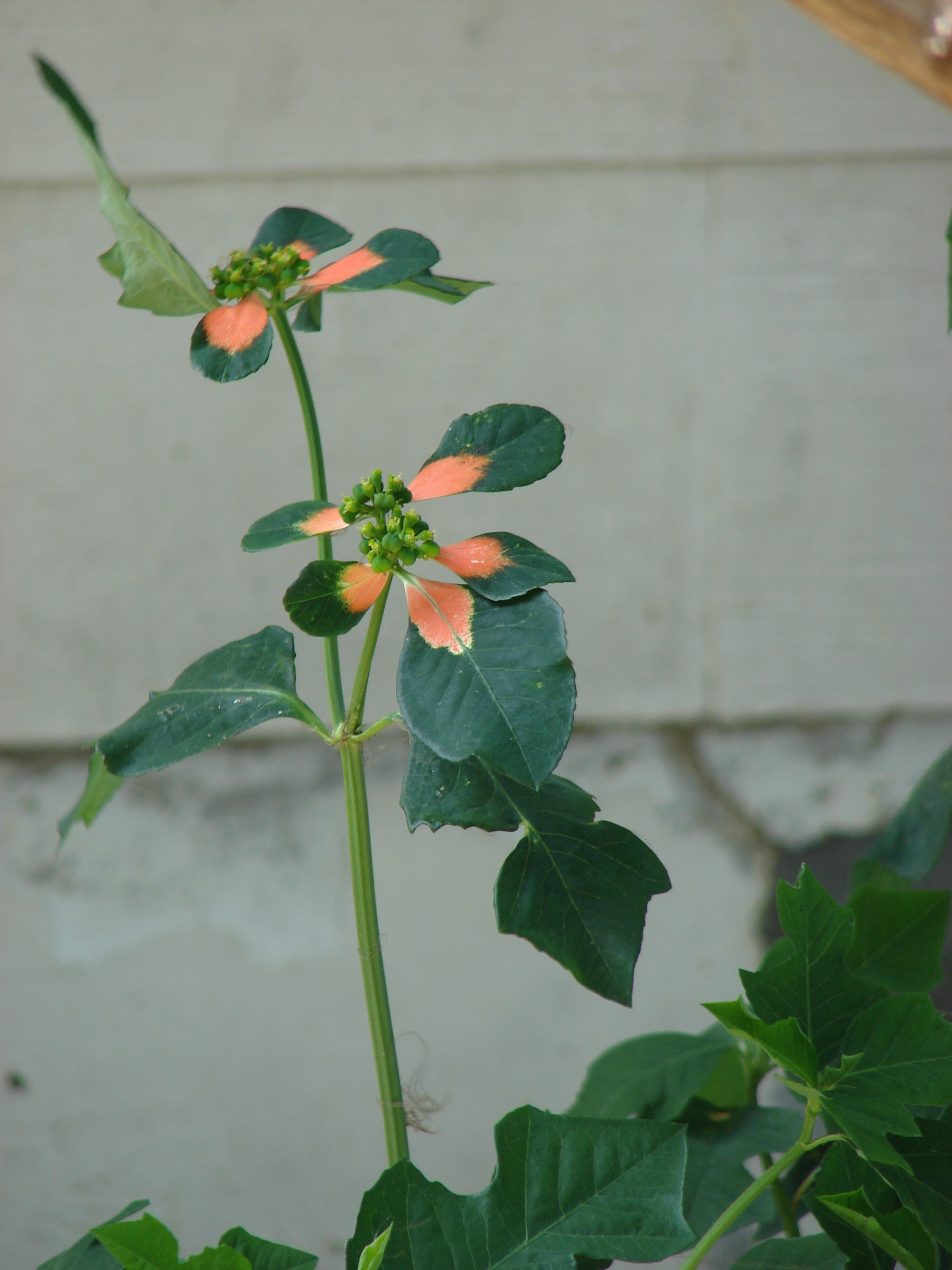
Vista de la planta

## Distribución y hábitat
Se encuentra en América del Norte en Estados Unidos y México y América Central, hasta Sudamérica y el Caribe donde es común en áreas perturbadas de climas tropicales y templados.

## Descripción
Es una hierba anual que alcanza  hasta 50 cm de largo. Tiene el tallo ascendente, de color verde, algo glauco. Las hojas son alternas en la base y opuestas arriba, lámina membranosa de 5-10 x 1-3 cm, ovadas, lanceoladas o sublineares, enteras o dentadas, glabras o con pelos escasos, verdes, las de la inflorescencia a menudo rojo brillante en la base. La inflorescencia en ciatios glabros, cortamente pubescentes, glándulas aplanadas, fuertemente bilabiadas. El fruto es una cápsula glabra, ovoide, de hasta 4 mm de largo y 5 mm de ancho; con semillas truncadas-elipsoides, de hasta 3 mm de largo, superficie tuberculada, apenas anguladas. 
A menudo se confunde con Euphorbia heterophylla, que es un pariente cercano de esta maleza pantropical.

## Taxonomía
Euphorbia cyathophora fue descrita por Johan Andreas Murray y publicado en Commentationes Societatis Regiae Scientiarum Gottingensis 7: 81–83, pl. 1. 1786.
Etimología
Euphorbia: nombre genérico que deriva del médico griego del rey Juba II de Mauritania (52 a 50 a. C. - 23), Euphorbus, en su honor – o en alusión a su gran vientre –  ya que usaba médicamente Euphorbia resinifera. En 1753 Carlos Linneo asignó el nombre a todo el género.
cyathophora: epíteto latino que significa "con ciato".
Sinonimia
- Euphorbia barbellata Engelm.
- Euphorbia graminifolia Michx.
- Euphorbia heterophylla var. barbellata (Engelm.) Holz.
- Euphorbia heterophylla var. cyathophora (Murray) Griseb.
- Euphorbia heterophylla forma cyathophora (Murray) Voss
- Euphorbia heterophylla var. graminifolia Engelm.
- Euphorbia heterophylla var. minor Boiss.
- Euphorbia pandurifolia Roth
- Poinsettia barbellata (Engelm.) Small
- Poinsettia cyathophora (Murray) Klotzsch & Garcke
- Poinsettia edwardsii Klotzsch & Garcke
- Poinsettia graminifolia (Engelm.) Millsp.
- Poinsettia pinetorum Small
- Tithymalus cyatophorus (Murray) Moench[4][5]